# Jacopo Salviati, I duca di Giuliano
Jacopo Salviati, I duca di Giuliano (Firenze, 16 novembre 1607 – Roma, 6 aprile 1672), è stato un nobile, mecenate e poeta italiano.

## Biografia
Nato a Firenze nel 1607, Jacopo era figlio di Lorenzo Salviati, marchese di Giuliano (1568 - 1609) e di sua moglie, la nobildonna fiorentina Maddalena Strozzi. Gli venne posto il nome di un proprio celebre antenato che fu genero di Lorenzo il Magnifico della casata dei Medici di Firenze con cui gli stessi Salviati si erano più volte imparentati.
Nel 1627, grazie al suo matrimonio con la principessa di Massa e Carrara, Veronica Cybo-Malaspina, ottenne da papa Urbano VIII che il titolo di suo padre gli venisse elevato da marchesato a ducato, divenendo così il primo duca di Giuliano della famiglia Salviati con decreto pontificio del 18 dicembre di quello stesso anno.
Nel 1634 prese la non facile decisione con la sua famiglia di trasferirsi dalla nativa Firenze a Roma, cercando di fuggire dai pettegolezzi della città dopo l'efferato delitto di cui sua moglie veniva ritenuta mandante per gelosia. Qui, per guadagnare posizioni presso l'artistocrazia papalina romana, Jacopo si dedicò essenzialmente al mecenatismo, distinguendosi come patrono di una serie di artisti come Francesco Furini e Simone Pignoni, oltre a vantare nella sua collezione privata anche opere di Baccio Bandinelli e Raffaello, ereditate dalla sua famiglia. Impiegò in particolare il Furini nella decorazione del suo palazzo romano.
Fu egli stesso artista nell'arte della poesia, pubblicando nel 1667 una raccolta di suoi componimenti poetici a tema sacro e bucolico dal titolo Fiori dell'Orto del Getsemani e del Calvario che dedicò a papa Clemente XII. Divenne per i suoi meriti artistici membro dell'Accademia della Crusca.
Fece testamento a Roma il 26 settembre 1668 e morì nell'aprile 1672.  

## Matrimonio e figli
Sposò a Massa il 28 febbraio 1628 (il contratto nuziale era stato già stipulato il 10 aprile 1627) Veronica Cybo-Malaspina, figlia del principe sovrano di Massa e Carrara Carlo I Cybo-Malaspina e di sua moglie, la marchesa Brigida Spinola. La coppia ebbe tre figli:
- Francesco Maria (29 dicembre 1629[7]-3 settembre 1698[8]), II duca di Giuliano, sposò nel 1663 Caterina (1644-1698), figlia di Paolo Sforza, marchese di Proceno.[9]
- Lorenzo (1631-1674), chierico
- Carlo (o Cosimo, 1632/1633 - 1674).

## Albero genealogico
|                                            |               |                      | Genitori                     |  |  | Nonni |  |  | Bisnonni          |  |  | Trisnonni       |  |
|                                            |               |                      |                              |  |  |       |  |  | Alemanno Salviati |  |  | Jacopo Salviati |  |
|                                            |               |                      |                              |  |  |       |  |  | Alemanno Salviati |  |  | Jacopo Salviati |  |
|                                            |               | Lucrezia de' Medici  |                              |  |  |       |  |  | Alemanno Salviati |  |  |                 |  |
| Jacopo Salviati, signore di Grotta Marozza |               |                      |                              |  |  |       |  |  | Alemanno Salviati |  |  |                 |  |
|                                            |               | Costanza Serristori  | Giovanni Battista Serristori |  |  |       |  |  |                   |  |  |                 |  |
|                                            |               | Costanza Serristori  | Giovanni Battista Serristori |  |  |       |  |  |                   |  |  |                 |  |
|                                            |               | Costanza Serristori  | …                            |  |  |       |  |  |                   |  |  |                 |  |
| Lorenzo Salviati, marchese di Giuliano     |               | Costanza Serristori  |                              |  |  |       |  |  |                   |  |  |                 |  |
|                                            |               | Filippo Salviati     | Averardo Salviati            |  |  |       |  |  |                   |  |  |                 |  |
|                                            |               | Filippo Salviati     | Averardo Salviati            |  |  |       |  |  |                   |  |  |                 |  |
|                                            |               | Filippo Salviati     | Maria de' Bardi              |  |  |       |  |  |                   |  |  |                 |  |
| Isabella Salviati                          |               | Filippo Salviati     |                              |  |  |       |  |  |                   |  |  |                 |  |
|                                            |               | Maria Gualterotti    | Piero Gualterotti            |  |  |       |  |  |                   |  |  |                 |  |
|                                            |               | Maria Gualterotti    | Piero Gualterotti            |  |  |       |  |  |                   |  |  |                 |  |
|                                            |               | Maria Gualterotti    | Francesca Salviati           |  |  |       |  |  |                   |  |  |                 |  |
| Jacopo Salviati, I duca di Giuliano        |               | Maria Gualterotti    |                              |  |  |       |  |  |                   |  |  |                 |  |
|                                            | Carlo Strozzi | Matteo Strozzi       |                              |  |  |       |  |  |                   |  |  |                 |  |
|                                            | Carlo Strozzi | Matteo Strozzi       |                              |  |  |       |  |  |                   |  |  |                 |  |
|                                            | Carlo Strozzi | Maddalena Salviati   |                              |  |  |       |  |  |                   |  |  |                 |  |
| Lorenzo Strozzi                            | Carlo Strozzi |                      |                              |  |  |       |  |  |                   |  |  |                 |  |
|                                            |               | Francesca Strozzi    | Alfonso Strozzi              |  |  |       |  |  |                   |  |  |                 |  |
|                                            |               | Francesca Strozzi    | Alfonso Strozzi              |  |  |       |  |  |                   |  |  |                 |  |
|                                            |               | Francesca Strozzi    | Francesca Nasi               |  |  |       |  |  |                   |  |  |                 |  |
| Maddalena Strozzi                          |               | Francesca Strozzi    |                              |  |  |       |  |  |                   |  |  |                 |  |
|                                            |               | Pierantonio Bandini  | …                            |  |  |       |  |  |                   |  |  |                 |  |
|                                            |               | Pierantonio Bandini  | …                            |  |  |       |  |  |                   |  |  |                 |  |
|                                            |               | Pierantonio Bandini  | …                            |  |  |       |  |  |                   |  |  |                 |  |
| Dianora Bandini                            |               | Pierantonio Bandini  |                              |  |  |       |  |  |                   |  |  |                 |  |
|                                            |               | Cassandra Cavalcanti | Baccio Cavalcanti            |  |  |       |  |  |                   |  |  |                 |  |
|                                            |               | Cassandra Cavalcanti | Baccio Cavalcanti            |  |  |       |  |  |                   |  |  |                 |  |
|                                            |               | Cassandra Cavalcanti | Diana Gondi                  |  |  |       |  |  |                   |  |  |                 |  |
|                                            |               | Cassandra Cavalcanti |                              |  |  |       |  |  |                   |  |  |                 |  |